# Мотамед, Морис
Морис Мотамед, англ. Maurice Motamed, перс. موریس معتمد‎ (р. 1945) — иранский политик, еврей по национальности. Поскольку по Конституции 1906 года, одно из мест в Меджлисе (парламент) Ирана закреплено за еврейской общиной, Мотамед избирался депутатом Иранского Меджлиса в 2000 и в 2004 годах от еврейской общины (около 25 000 человек).
Известен как один из активных сторонников политики иранского руководства, пропагандировал её во время своей поездки в США и встреч с американской еврейской общиной. Поддерживает ядерную программу президента Ахмадинежада, являясь к тому же членом комиссии меджлиса по энергетике. В то же время резко критикует антисемитскую политику иранских властей, как внутри Ирана, так и в интервью западным изданиям. Также выступает в поддержку расширения прав других немусульманских общин Ирана (христиан и зороастрийцев).